# Vijayashanti
 Vijayashanti, née le 24 juin 1966 à Madras (Inde), est une actrice, productrice et femme politique indienne.
Au cours d'une carrière cinématographique s'étalant sur 40 ans, elle a joué dans 187 longs métrages dans une variété de rôles dans diverses langues, principalement dans des films télougou, mais aussi dans des films tamouls, hindi, kannada et malayalam. Elle est surnommée la « Lady Superstar », « Lady Amitabh »,, et « La reine de l'action du cinéma indien »,. Elle a remporté le National Film Award de la meilleure actrice pour son travail en tant que policière dans Kartavyam pour avoir représenté à la fois l'agressivité et la féminité avec équilibre et retenue (1990). Elle a reçu plusieurs distinctions, dont quatre prix Nandi de l'État d'Andhra Pradesh pour la meilleure actrice, sept Filmfare Awards South ainsi qu'un Lifetime Achievement Award en 2003 et le prix Kalaimamani du gouvernement du Tamil Nadu.
Après avoir fait ses débuts d'actrice dans le cinéma tamoul dans Kallukkul Eeram (1980), elle joue ensuite dans des films à succès comme Netrikkan (1981), Neti Bharatam (1983), Agni Parvatam (1985), Challenge (1984), Pratighatana (1985), Muddula Krishnayya (1986), Repati Pourulu (1986), Pasivadi Pranam (1987), Muvva. Gopaludu (1987), Yamudiki Mogudu (1988), Athaku Yamudu Ammayiki Mogudu (1989), Janaki Ramudu (1988), Muddula Mavayya (1989), Kondaveeti Donga (1990), Karthavyam (1990), Indrudu Chandrudu (1989), Lorry Driver (1990), Sathruvu (1990), Gang Leader (1991), Mannan (1992), Rowdy Inspector (1992), Mondi Mogudu Penki Pellam (1992), Chinarayudu (1993) et Police Lockup (1993), Osey Ramulamma (1997). Vijayashanti s'est imposée comme l'une des actrices principales du cinéma telugu,. En 1987, elle est apparue dans Swayam Krushi aux côtés de Chiranjeevi, qui a été projeté au Festival international du film de Moscou, et Padamati Sandhya Ragam avec l'acteur hollywoodien Thomas Jane, qui a été projeté au Festival international du film de Louisville.
Elle est entrée en politique en 1998,. Elle a été députée au 15e Lok Sabha, représentant la circonscription de Medak du Telangana Rashtra Samithi. Depuis novembre 2023, elle est membre du Congrès national indien.

## Biographie
Vijayashanti naît le 24 juin 1966, à Madras de Satti Srinivas Prasad, originaire d'Anaparthi, dans l'East Godavari, et de son épouse, Satti Varalakshmi, originaire de Warangal et sœur aînée de l'actrice et productrice Vijayalalitha,. Vijayashanti a déclaré qu'elle préférait se considérer comme originaire de Telangana plutôt que de Madras, bien qu'en 2004 elle n'ait jamais visité son village ancestral de Ramannagudem près d'Eturnagaram.
Elle termine sa 10e classe à la Holy Angels Anglo Indian Higher Secondary School, à Chennai (Madras), avant de commencer sa carrière cinématographique.

## Vie personnelle
Vijayashanti se marie avec M.V. Srinivas Prasad en 1988. Son mari, qui est le neveu de la femme politique Daggubati Purandeswari (en), fait des affaires immobilières autour de Chennai et d'Hyderabad.

## Filmographie partielle

### Au cinéma
- 1980 : Kallukkul Eeram (en)
- 1981 : Netrikkan (en)
- 1983 : Neti Bharatam (en)
- 1985 : Agni Parvatam (en)
- 1984 : Challenge (en)
- 1985 : Pratighatana (en)
- 1986 : Muddula Krishnayya (en)
- 1986 : Repati Pourulu (en)
- 1987 : Pasivadi Pranam (en)
- 1987 : Muvva Gopaludu (en)
- 1988 : Yamudiki Mogudu (en)
- 1989 : Athaku Yamudu Ammayiki Mogudu (en)
- 1988 : Janaki Ramudu (en)
- 1989 : Muddula Mavayya (en)
- 1990 : Kondaveeti Donga (en)
- 1990 : Karthavyam (en)
- 1989 : Indrudu Chandrudu (en)
- 1990 : Lorry Driver (en)
- 1990 : Sathruvu (en)
- 1991 : Gang Leader (en)
- 1992 : Mannan (en)
- 1992 : Rowdy Inspector (en)
- 1992 : Mondi Mogudu Penki Pellam (en)
- 1993 : Chinarayudu (en)
- 1993 : Police Lockup (en)
- 1997 : Osey Ramulamma (en)
- 1997 : Swayam Krushi (en)
- 1997 : Padamati Sandhya Ragam (en)

## Récompenses et distinctions
| Année | Prix                    | Catégorie de prix                   | Travail                                                       | Ref.  |
| ----- | ----------------------- | ----------------------------------- | ------------------------------------------------------------- | ----- |
| 1990  | National Film Awards    | Meilleure actrice                   | Kartavyam                                                     | [ 6 ] |
| 2002  | Tamil Nadu State Awards | Prix Kalaimamani                    | Art - Contribution à l'industrie du cinéma tamoul             |       |
| 1985  | Filmfare Awards South   | Meilleure actrice – télougou        | Pratighatana                                                  |       |
| 1987  | Filmfare Awards South   | Meilleure actrice – télougou        | Swayamkrushi                                                  |       |
| 1989  | Filmfare Awards South   | Meilleure actrice – télougou        | Bharathanaari                                                 |       |
| 1990  | Filmfare Awards South   | Meilleure actrice – télougou        | Kartavyam                                                     |       |
| 1993  | Filmfare Awards South   | Meilleure actrice – télougou        | Police Lockup                                                 |       |
| 1997  | Filmfare Awards South   | Meilleure actrice – télougou        | Osey Ramulamma                                                |       |
| 2003  | Filmfare Awards South   | Lifetime Achievement Award (South)  | Contribution à l'industrie cinématographique de l'Inde du sud |       |
| 1985  | Nandi Awards            | Nandi Award de la meilleure actrice | Pratighatana                                                  |       |
| 1989  | Nandi Awards            | Nandi Award de la meilleure actrice | Bharathanaari                                                 |       |
| 1990  | Nandi Awards            | Nandi Award de la meilleure actrice | Kartavyam                                                     |       |
| 1997  | Nandi Awards            | Nandi Award de la meilleure actrice | Osey Ramulamma                                                |       |
| 1997  | Cinema Express Awards   | Meilleure actrice en télougou       | Osey Ramulamma                                                |       |
| 2010  | TSR-TV9 Awards          | Silver Screen Empress Award         | Contribution au cinéma indien                                 |       |

- Vijayashanti : Récompenses, sur l'Internet Movie Database